# Apple A4
Pour les articles homonymes, voir A4.
Apple A5
L'Apple A4 est un système sur une puce (SoC) de type package on a package (en) (PoP) conçu par Apple et produit par Samsung.  Il combine un processeur ARM Cortex-A8 avec un processeur graphique PowerVR. La puce est lancée sur le marché lors de la sortie de la tablette électronique iPad, par la suite Apple l'intègre à l'iPhone 4, à la quatrième génération d'iPod touch et la seconde génération d'Apple TV. En 2011, il est remplacé dans la seconde génération d'iPad par l'Apple A5.

## Design
L'Apple A4 est basé sur l'architecture ARM. Il intègre un cœur ARM Cortex-A8 combiné au processeur graphique PowerVR SGX 535,. Sa réalisation a été confiée à Samsung qui utilise son procédé de gravure sur silicium à 45 nanomètres. Apple annonce cadencer son A4 à 1 GHz sur iPad, la fréquence sur les autres appareils n'a, elle, pas été divulguée. Le même cœur ARM Cortex-A8  est aussi utilisé dans le SoC Samsung S5PC110A01 intégré à l'Exynos 3310,.
Le boîtier processeur de l'A4 ne contient pas de RAM mais supporte une installation PoP (en). Le package supérieur de l'A4 utilisé dans l'iPad et l'iPod touch et l'Apple TV contient deux puces de 128 MiB de DDR SDRAM (soit 256 MiB). Pour l'iPhone 4, ces puces contient 2x256 MiB soit 512 MiB au total,,. La RAM est reliée au processeur par un bus 64 bits AMBA 3 AXI d'ARM. C'est deux fois plus que le bus data de la RAM des précédents ARM 11 et ARM 9 utilisés par les appareils Apple, afin de supporter les besoins plus importants en bande passante graphique dans l'iPad.

## Historique
L'A4 a été annoncé, en même temps que l'iPad, le 27 janvier 2010 lors d'un Apple Event.
Le 7 juin 2010, Steve Jobs confirme, lors de la présentation d'ouverture de la Worldwide Developers Conference, la présence de l'A4 dans les iPhone 4. Le 1er septembre 2010, Apple annonce qu'il équipera la 4e génération d'iPod touch et la seconde génération d'Apple TV.

## Produits équipés d'un Apple A4
- Apple iPad — avril 2010,
- Apple iPhone 4 — Juin 2010 (GSM), février 2011 (CDMA),
- Apple iPod touch 4e gen — Septembre 2010,
- Apple TV 2e gen — Septembre 2010.

## Annexe